# Servette FC
Servette Football Club Genève 1890 (Fotbal Club Servette Geneva) este un club de fotbal din Geneva, Elveția, care evoluează în Superliga Axpo. Clubul a câștigat de 17 ori Superliga Elvețiană, de 8 ori Cupa Elveției și de 3 ori Cupa Ligii Elveției. Echipa Servette Genève a câștigăt Torneo Internazionale Stampa Sportiva , una dintre primele competiții internaționale de fotbal din lume, în 1908 în fața formației AC Torino cu scorul 3 - 1. În 1925 a câștigat Tournoi du Nouvel An du Stade Français et Club Français în fața echipei Willem II Tilburg Rivalele sale sunt FC Lausanne-Sport și FC Sion.

## Istorie

### Fondarea
Clubul Servette Genève a fost fondată în 1890, fiind fondat inițial ca „Football Club de la Servette”, o echipă de fotbal de rugby cu sediul în cartierul genevan cu același nume. Datorită popularității în scădere a acestui sport în Elveția, la 17 ianuarie 1900 a fost creată o secțiune de fotbal a clubului, ceea ce a dus la integrarea acesteia în Asociația Elvețiană de Fotbal în 1900.

### Istoria recentă
Însă cel mai recent titlu de campioană a fost obținut în 1999. După aceea, Servette a început să se confrunte cu probleme financiare, ceea ce a dus la un deceniu turbulent. Clubul a retrogradat în divizia a treia în sezonul 2004-2005 din cauza unui faliment, dar a obținut promovarea în divizia secundă după sezonul 2005-2006, unde a rămas până în 2011. Servette a obținut promovarea în Superliga Elvețiană după ce a învins pe Bellinzona într-un playoff de retrogradare/promovare pe 31 mai 2011. Clubul a terminat pe locul patru în primul său sezon din prima ligă, obținând astfel accesul în turul doi preliminar al Europa League pentru sezonul 2012-2013. Cu toate acestea, a retrogradat la sfârșitul sezonului 2013. S-a întors în prima ligă elvețiană în 2019, promovând de pe primul loc în Liga Challenge (divizia secundă) cu un avans de 15 puncte în fața echipei FC Aarau, clasată pe locul 2.

## Stadion
Servette dispută meciurile de acasă pe Stade de Genève. Acesta a fost inaugurat pe 16 martie 2003, după trei ani de construcție. Meciul de deschidere a fost jucat între Servette și Young Boys Berna. Cu o capacitate de 30.084 de locuri, Stade de Genève este al treilea stadion ca mărime din Elveția și a găzduit trei meciuri din grupele Campionatului European din 2008.
Servette s-a mutat pe Stade de Genève de pe vechiul lor teren, Stade des Charmilles, în 2003. Charmilles a fost inaugurat pe 28 iunie 1930, primul meci atrăgând o mulțime de 14.000 de spectatori. Capacitatea oficială a atins un vârf de 30.000, dar un număr record de 40.000 de spectatori s-au înghesuit în tribune pentru meciul internațional dintre Elveția și Franța din 14 octombrie 1951. Instalația de nocturnă a fost instalată în 1977, iar tribunele au fost acoperite în întregime în 1983. Capacitatea a scăzut treptat din anii 1980 încoace, mai întâi la 20.000 în 1985 și apoi la 9.250 în 1998, când stadionul a devenit cu locuri.

## Palmares

### Titluri naționale
| Competiții          | Campioană | Sezoane                                                                                              |
| ------------------- | --------- | --- |
| Superliga Elvețiană | 17        | 1907, 1918, 1922, 1925, 1926, 1930, 1933, 1934, 1940, 1946, 1950, 1961, 1962, 1979, 1985, 1994, 1999 |
| Cupa Elveției       | 8         | 1928, 1949, 1971, 1978, 1979, 1984, 2001, 2024                                                       |
| Cupa Ligii Elveției | 3         | 1977, 1979, 1980                                                                                     |

- Note:      record
- Referințe:[5][6][7]

### Trofee internaționale
| Competiții                                              | Campioană | Sezoane |
| ------------------------------------------------------- | --------- | ------- |
| Torneo Internazionale Stampa Sportiva                   | 1         | 1908    |
| Tournoi du Nouvel An du Stade Français et Club Français | 1         | 1925    |